# متحف أوتري للغرب الأمريكي
متحف أوتري للغرب الأمريكي هو متحَفٌ يقعُ في لوس أنجلوس، كاليفورنيا، مخصَّص لاستكشاف التاريخ الشامل للغرب الأمريكي. تأسَّس المتحف في عام 1988، ويقدم مجموعة واسعة من المعارض والبرامج العامة، بما في ذلك المحاضرات والأفلام والمسرح والمهرجانات والمناسبات العائلية والموسيقى، ويقدم المنح الدراسية والبحث والتوعية التعليمية. يستقطبُ هذا المتحَف حوالي 150 ألف زائر سنويًا.
أُعيدَ في عام 2013 تصميم وتجديد معرض إيرين هيلين جونز باركس للفنون ومعرض غامبل للأسلحة النارية في المبنى الرئيسي. في معرضها الافتتاحي ذي الصلة لمعرض الحدائق، فن الغرب، أتاحت المنظمة الجديدة تقديم المواد فيما يتعلق بالموضوعات بدلًا من التسلسل الزمني، وعُرضت اللوحات بجانب الحرف اليدوية والتصوير الفوتوغرافي والفيديو وعناصر أخرى.

## المواقع
يتواجدُ متحف أوتري في الغرب الأمريكي في موقعين، بحوالي 8 ميل (13 كـم):
- منتزه غريفيث في لوس أنجلوس، كاليفورنيا
- جبل واشنطن في لوس أنجلوس، كاليفورنيا

## المعروضات
تأسَّسَ متحف أوتري في عام 1988 من قبل الممثل ورجل الأعمال جين أوتري باسم متحف جين أوتري للتراث الغربي لاستكشاف ومشاركة القصة الشاملة للغرب الأمريكي وثقافاته المتعددة وتفسير أهميتها. يضمُّ المتحف مجموعات فنيّة ولوحات ومنحوتات وأزياء ومنسوجات وأسلحة نارية وأدوات ولعب وآلات موسيقية وأشياء أخرى. يقدم المتحف معارض معاصرة وتاريخية وبرامج للأطفال على مدار العام ومنتديات فكرية وأصوات أصلية ضمنَ سلسلة أوتري للفنون المسرحية.
يُعتبَر مسرح الأصوات الأصليّة (بالإنجليزية: Native Voices)‏ في متحف أوتري للغرب الأمريكي هو مسرح الأسهم الوحيد الذي ركز فقط على إنتاج أعمال جديدة للكتاب المسرحيين الأمريكيين الأصليين وكتّاب ألاسكا الأصليين منذ عام 1995. قام راندي رينهولز (عضو في أمة الشوكتو في أوكلاهوما) وزوجته جان بروس سكوت بإدارة هذا البرنامج المسرحي الذي نفد من المتحف لمدة 20 عامًا. منذ ذلك الحين، تمكَّنَ مسرح الأصوات الأصليّة من إنتاج أكثر من 34 إنتاجًا كاملًا، وخاضَ أكثر من 20 جولة، مع 23 مهرجانًا مسرحيًا جديدًا و13 كاتبًا مسرحيًا أصليًا. تعد الأصوات الأصلية جزءًا أساسيًا من مهمة أوتري لتعزيز تاريخ الفن وثقافات الغرب الأمريكي.
يقعُ المتحف في حديقة جريفيث (بالإنجليزية: Griffith Park)‏ مقابل حديقة حيوان لُوس أنجلوس. جُدِّدَ معرض المتنزهات الذي تبلغُ مساحته 4000 قدم مربع في عام 2013 وتم تنظيمه في ثلاثة مجالات موضوعية: الدين والطقوس، والأرض والمناظر الطبيعية، والهجرة والحركة أو الحركيّة، ويحتوي أيضًا على معرضين صغيرين مع معارض دوارة. يُتيح ذلك تنظيمًا مرنًا لمواد المتحف الواسعة: يمكن وضع اللوحات بالقرب من المنسوجات والصور الفوتوغرافية والفخار ومقاطع الفيديو. يمكن أيضًا استخدام المساحات لبرمجة أكثر مرونة.
جُدّدَ معرض جامبل فاير أرمز (بالإنجليزية: Gamble Firearms)‏ أيضًا في عام 2013، ويُظهر الآن المزيد من سياق ومكان الأسلحة النارية في الغرب القديم حيث قام القيّمون على المعرض بتجميع الأسلحة النارية حسب الموضوعات: الصيد والفخاخ، وتأثير التكنولوجيا على الأسلحة النارية، والغرب في الثقافة الشعبيّة وغير ذلك. هذا جزءٌ من معرض «الحدود الغربية: قصص حقائق وخيال».
- يعدُّ متحف جنوب غرب أوتري للمجموعة الأمريكية الهندية لفن الأمريكيين الأصليين واحدًا من أهم المتاحف من نوعه في الولايات المتحدة، ويحتلُّ المرتبة الثانية بعد متحف مؤسسة سميثسونيان الوطني للهنود الأمريكيين. تشتمل المجموعة المكونة من 238000 قطعة على 14000 سلة و 10000 قطعة خزفية و 6300 منسوجات ونسج وأكثر من 1100 قطعة مجوهرات. وهو يمثل عمل الشعوب الأصلية من ألاسكا إلى أمريكا الجنوبية، مع التركيز على ثقافات كاليفورنيا وجنوب غرب الولايات المتحدة.[8]
- تتضمن مكتبة ومحفوظات أوتري مجموعات مكتبة أبحاث براون ومكتبة أوتري، وهي مؤسسة بحثية تدعم العمل العلمي في التاريخ والفنون الغربية.[5] اندمجَ بحلول عام 2022 متحف نساء الغرب في كولورادو مع متحف أوتري، وقد أدى ذلك إلى توسيع نطاق التركيز الأكاديمي والتعليمي ليشمل قضايا النوع الاجتماعي وتجارب المرأة في الغرب الأمريكي.[9] من عام 2004 إلى عام 2015، كان يُعرف باسم مركز أوتري الوطني للغرب الأمريكي، وفي أكتوبر 2015، بدأ المتحف باستخدام اسم متحف أوتري للغرب الأمريكي لوصف أنشطته الرئيسية كمتحف.[10]

## روابط خارجية
- موقع متحف أوتري على شبكة الإنترنت
- الإنتاجات السابقة: معرض الأصوات الأصليّة في متحف أوتري